# Dobra (řeka v Chorvatsku)
Dobra je ponorná řeka v Chorvatsku. Je dlouhá 107,9 km a prochází Přímořsko-gorskokotarskou a Karlovackou župou. Řeka pramení v pohoří Gorski Kotar nedaleko vesnice Bukov Vrh u hory Vijenac. Její tok je ve městě Ogulin přerušen ponorem Đulin ponor, kvůli němuž řeka na určitý úsek mizí. Znovu pramení u vesnice Popovo Selo, kde je na řece umístěna vodní elektrárna Gojak. U vesnice Gorinci je na Dobře umístěna další vodní elektrárna Lešće, která současně slouží i jako hráz a pokračující tok zužuje. Poté se řeka vlévá do Kupy.
Část řeky před ponorem se nazývá Ogulinska Dobra, část za ponorem pak Gojačka Dobra.

## Sídla ležící u břehu řeky
Před ponorem - Bukov Vrh, Gramalj, Mala Dobra, Donja Dobra, Novi Lazi, Moravice, Žakule, Tići, Radoševići, Mlinari, Komlenići, Poljana, Vrbovsko, Vujnovići, Hambarište, Gomirje, Hreljin Ogulinski, Turkovići Ogulinski, Puškarići, Sveti Petar, Marković Selo, Ogulin
Za ponorem – Popovo Selo, Trošmarija, Otok na Dobri, Mateše, Grabrk, Podumol, Soline, Dani, Duga Gora, Gorinci, Skukani, Tomašići, Erdelj, Radočaji, Crno Kamanje, Goričice Dobranske, Lipa, Protulipa, Lipov Pesak, Brcković Draga, Gradišće, Sarovo, Mračin, Jarče Polje, Straža, Maletići, Novigrad na Dobri, Rešetarevo, Gornje Stative, Donje Stative, Zadobarje, Tomašnica, Jaškovo, Priselci, Gornje Pokupje

## Přítoky
Největšími přítoky Dobry jsou řeky Bistrica, Globornica a Ribnjak, dalšími přítoky jsou potoky Kamačnik, Ribnjak (stejnojmenný jako předtím zmíněný přítok) a Vitunjčica.